# キニジン
キニジン（英: Quinidine）は、キナ（Cinchona ）属の樹皮から産生されるアルカロイドであり、抗不整脈薬の一つである。抗不整脈薬の分類であるVaughan Williams分類ではIa群であり、ナトリウムイオンチャネルを抑制することにより活動電位の最大立ち上がり速度を低下させ、伝導速度を遅らせる作用を持つ。また、カリウムイオンチャネル抑制作用、カルシウムイオンチャネル遮断作用も持つ。キニーネの立体異性体（ジアステレオマー）に相当する。キニーネは左旋性、キニジンは右旋性である。
ヒト以外では、小動物やウマの心室性不整脈、急性心房細動などの治療に用いられる。ネコでは経口投与は原則として行わない。

## 効能・効果
期外収縮（上室性、心室性）、発作性頻拍（上室性、心室性）、新鮮心房細動、発作性心房細動の予防、陳旧性心房細動、心房粗動、電気ショック療法との併用およびその後の洞調律の維持、急性心筋梗塞時における心室性不整脈の予防

## 禁忌
1. 刺激伝導障害（房室ブロック、洞房ブロック、脚ブロック等）患者（失神発作あるいは突然死のおそれ）
2. 重篤な鬱血性心不全患者（本疾患悪化のおそれ）
3. 高カリウム血症患者（心疾患悪化のおそれ）
4. アミオダロン、バルデナフィル、トレミフェン、キヌプリスチン・ダルホプリスチン、ボリコナゾール、サキナビル、ネルフィナビル、リトナビル、モキシフロキサシン、イトラコナゾール、フルコナゾール、ホスフルコナゾール、ミコナゾール、メフロキン投与中の患者

## 副作用
キニジンは以下のような重大な副作用が発生する可能性があるため、原則として入院投与とされる。
1. 高度伝導障害、心停止、心室細動
2. 心不全
3. SLE様症状
4. 無顆粒球症、白血球減少、再生不良性貧血、溶血性貧血
5. 血小板減少性紫斑病

キニジンはCYP2D6の阻害薬でもあるので、リドカイン、交感神経β受容体遮断薬、オピオイド、一部の抗うつ薬の血中濃度を上昇させる。キニジンはP糖蛋白質をも阻害するので、非中枢性に作用するロペラミド等の薬剤と併用すると、その中枢神経系副作用（呼吸抑制等）を引き起こし得る。
キニジンは血小板減少症、肉芽腫性肝炎、重症筋無力症、トルサード・ド・ポワント（TdP）の原因ともなるので、現在ではあまり用いられない。TdPは初回投与時から起こり得る（蓄積を必要としない）。キニジン誘導性血小板減少症には免疫系が関与しており、血小板減少性紫斑病に至ることがある。
耳鳴りを伴うキニジンの一連の中毒症状は、キニーネ中毒として広く知られている。

## 他の用途
デキストロメトルファンとキニジンを併用すると、筋萎縮性側索硬化症や多発性硬化症患者の情動調節障害症状を軽減することができる。米国では合剤が市販されている。
キニジンを静脈注射すると、Plasmodium falciparum 感染によるマラリアを治療できる。しかし、同感染症の第一選択薬ではない。P. falciparum マラリアの治療には、Toronto Notes 2008 に拠れば、まずはキニジン＋ドキシサイクリンまたはアトバコン＋プログアニルを用いるべきである。
硫酸キニジンはウマの心房細動の治療に用いられる。
シャープレス不斉ジヒドロキシ化の試薬であるAD-mix-βには、キニジン誘導体がリガンドとして用いられている。

## 作用機序
他のI群の抗不整脈薬と同じく、キニジンは心筋細胞での急速ナトリウム流入電流（INa）を阻害する。INaに対するキニジンの効果は“使用依存性遮断”と呼ばれるもので、心拍数が多い程遮断が強くなり、心拍数が少ないと遮断は弱くなる。急速ナトリウム流入を遮断するこの効果は心筋活動電位の0相での脱分極を減少させ、Vmaxを低下させる。
キニジンは、テトロドトキシン感受性ナトリウム電流、遅延カルシウム流入電流（ICa）、整流カリウム電流の急速（IKr）および遅延（IKs）成分、内向きカリウム整流電流（IKI）、ATP感受性カリウムチャネル（IKATP）、Itoをもゆっくりと不活性化させて遮断する。
µMレベルの濃度で、キニジンはウアバイン等のジギタリス配糖体と同じ受容体部位に結合して、Na⁺/K⁺-ATPaseを阻害する。
イオンチャネルに対するキニジンの効果は、心筋活動電位を延長させ、ECG上、QT時間を延長させる。
他の心電図上の影響として、広く不整なP波、QRS群の延長、ST低下、U波出現が挙げられる。これらは脱分極、再分極が共に遅延することにより生じる。

## 薬物動態
服用から血中濃度が最大になるまでの時間は1〜4時間である。半減期は6〜7時間であり、肝臓のシトクロムP450で代謝される。約20%が未変化体で腎臓から排泄される:12。

## 発見の経緯
キナ皮（キニジンが抽出された植物）の効果は、心臓生理学が誕生するよりもずっと前から知られていた。後にフランス王ルイ15世の侍医となったジャン＝バチスト・セナックは1749年の著書the anatomy, function, and diseases of the heart で、
「この解熱薬は長時間の治療抵抗性の動悸を生じる。」
「あらゆる健胃薬の内で、キナ皮［Peruvian bark］と少量の大黄の混合物が最も安定して速効性があり有効であると思われる。」
と記載している。
彼の影響で、19世紀を通じてキニーネはジギタリス療法の増強剤として使用され続けた。これはdas Opium des Herzens （心臓の麻薬）と称された。
しかし、キニジンが不整脈の治療に使用される様になったのは、20世紀になってからであった。1912年、心房細動を持つオランダ人商人が医師の元を訪れ、『この非常に不愉快な現象を止めることができないのなら、誰が心臓の専門家だと認めるでしょうか。私自身はその方法を知っているのに。』と言った。医師がそれを信じられないと言うと、患者は翌朝には心房細動が収まった状態で再訪すると約束し、正しくそのようにして見せた。患者は偶然発作中にキニーネを1g服用し、確実に25分以内に発作が治まり、効果は2〜14日間続く事を知った。医師は他の患者にもしばしばキニーネを処方してみたが、効果があったのは他に1人だけであった。1914に出版された書物の中にそのことが記載された。4年後のウイーンの一流医学誌に、キナアルカロイドの主要な4種類の成分の内、キニジンが心房性不整脈治療薬として最も優秀であったと報告された。